# Норовава
Норовава — или Паксява (м., э. норов, пакся «поле», ава «женщина») — божество, покровительница поля.
Видимо, появилась позднее Модавы, с возникновением земледелия. Каждое село имело якобы свою Нороваву. Местом её обитания считали межу. Жнецы оставляли для Норовавы несжатые полосы; во время обеда — хлеб, посыпанный солью, чтобы она поела и не оставила их без урожая; просили у неё помощи, чтобы благополучно провести жатву, прополку, не порезать руки серпом. Земледельцы посвящали Нороваве моления, так как с её покровительством связывали надежды на урожай.